# Henry R. Pease

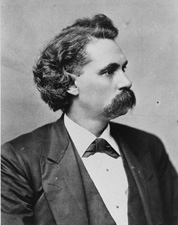
Henry R. Pease

Henry Roberts Pease, född 19 februari 1835 i Winsted, Connecticut, död 2 januari 1907 i Watertown, South Dakota, var en amerikansk republikansk politiker. Han representerade delstaten Mississippi i USA:s senat 1874-1875.
Pease arbetade som lärare 1848-1859. Han studerade juridik och inledde 1859 sin karriär som advokat i Washington, D.C. Han deltog i amerikanska inbördeskriget i nordstatsarmén och avancerade till kapten. Som överintendent (superintendent of education) var han ansvarig för administrationen av skolnätet, först i Louisiana och sedan i Mississippi, medan dessa stater var under nordstaternas ockupation. Han hade 1867-1869 som sitt specifika uppdrag frågor som rörde undervisningen av barn till frigjorda slavar i Mississippi.
Pease efterträdde 1874 Adelbert Ames som senator för Mississippi. Han efterträddes följande år av Blanche Bruce. Pease var sedan postmästare i Vicksburg och ansvarig utgivare för Mississippi Educational Journal. Han flyttade 1881 till Dakotaterritoriet.
Peases grav finns på Mount Hope Cemetery i Watertown, South Dakota.